# Kim Byung-Joo
Kim Byung-Joo (en coreano: 김병주; 14 de enero de 1968) es un deportista surcoreano que compitió en judo.
Participó en los Juegos Olímpicos de Barcelona 1992, obteniendo una medalla de bronce en la categoría de –78 kg. Ganó una medalla de oro en el Campeonato Mundial de Judo de 1989.

## Palmarés internacional
| Juegos Olímpicos   | Juegos Olímpicos      | Juegos Olímpicos  | Juegos Olímpicos |
| Año                | Lugar                 | Medalla           | Categoría        |
| ------------------ | --------------------- | ----------------- | ---------------- |
| 1992               | Barcelona (España)    | Medalla de bronce | –78 kg           |
| Campeonato Mundial |                       |                   |                  |
| Año                | Lugar                 | Medalla           | Categoría        |
| 1989               | Belgrado (Yugoslavia) | Medalla de oro    | –78 kg           |